# Operação Influencer
A Operação Influencer iniciou-se em 7 de novembro de 2023, quando o Ministério Público de Portugal ordenou uma busca em 42 locais, incluindo o gabinete do Primeiro-Ministro, o Ministério do Ambiente e Ação Climática e o Ministério das Infraestruturas, a fim de investigar corrupção ativa e passiva e prevaricação relativa a três negócios: concessões para mineração de lítio no norte de Portugal, um projeto para uma central de produção de hidrogénio verde e um projeto para um centro de dados, ambos em Sines. As buscas resultaram na detenção de 5 pessoas, incluindo o chefe de gabinete do Primeiro-Ministro António Costa. O ministro das Infraestruturas, João Galamba, foi nomeado suspeito formal (arguido), enquanto António Costa está a ser alvo de uma investigação separada pelo Supremo Tribunal de Justiça português.
As investigações levaram à demissão de António Costa e à queda do XXIII Governo Constitucional de Portugal.

## Contexto

### Concessão de mina de lítio em Montalegre
Em 28 de março de 2019, foi assinado um contrato de concessão entre o Governo Português e a Lusorecursos Portugal Lithium, empresa constituída 3 dias antes da assinatura do contrato, para extração de lítio na mina de Romano, no concelho de Montalegre. A autorização para a concessão foi concedida pelo então secretário de Estado da Energia João Galamba e pelo então ministro do Ambiente, João Pedro Matos Fernandes. A empresa anunciou um projeto misto de exploração, com uma fase inicial de mineração a céu aberto, passando posteriormente para mineração subterrânea, e a construção de uma refinaria. A prospecção da região nos anos anteriores revelou uma jazida de 30 milhões de toneladas de lítio.
A população local opôs-se ao projecto, alegando preocupações sobre a exploração ao ar livre, o tamanho da mina e as suas consequências ambientais, de saúde e agrícolas. Em junho de 2019, a ONG ambiental portuguesa Quercus denunciou o projeto da mina de lítio à UNESCO devido a uma "grave ameaça ao sistema agrícola da região do Barroso".
No dia 7 de setembro de 2019, a Agência Portuguesa do Ambiente divulgou um Relatório de Impacto Ambiental favorável ao projeto. No entanto, várias ações judiciais no final de 2019 e subsequentes relatórios de impacto ambiental da AIA paralisaram o projeto.

### Projeto H2Sines
O H2Sines é um projeto de cluster industrial na cidade portuária de Sines para produção de hidrogénio verde, apoiado por diversas empresas do setor energético, entre as quais a EDP, Galp, REN, Martifer e Vestas. Em julho de 2020, o projeto H2Sines foi selecionado pelo Governo Português para candidatura ao estatuto de Projeto Importante de Interesse Europeu Comum (IPCEI) na União Europeia.
Em Novembro de 2020, houve relatos de que o Ministério Público estava a fiscalizar fortemente as relações entre membros do governo e membros das empresas privadas que faziam parte do consórcio responsável pelo projecto. Pedro Siza Vieira, Ministro de Estado, da Economia e da Transição Digital, e João Galamba estariam então a ser investigados por tráfico de influência, corrupção, entre outros crimes económico-financeiros.

### Centro de dados Sines 4.0
A Start Campus, um empreendimento conjunto entre a Davidson Kempner Capital Management e a Pioneer Point Partners, anunciou em 2021 o plano de construção do centro de dados hiperescalador Sines 4.0 que funcionaria com energia renovável em Sines.

## Investigação
A 7 de Novembro de 2023, o Ministério Público ordenou buscas em 17 propriedades privadas, 5 escritórios de advogados, e 20 escritórios públicos e de empresas, com o objectivo de investigar possíveis casos de corrupção activa e passiva e prevaricação nos negócios relativos à mina do Romano, em Montalegre, o Barroso. a mina em Boticas, os projectos H2Sines e o centro de dados Sines 4.0 em Sines. Os gabinetes públicos invadidos incluíam espaços utilizados pelo chefe de gabinete do Primeiro-Ministro, pelo Ministério das Infraestruturas, pelo Ministério do Ambiente e Ação Climática, pela Secretaria de Estado da Energia e Clima, pela Câmara Municipal de Sines, e pela sede nacional do Partido Socialista.
Foram emitidos mandados de detenção para o chefe da Casa Civil de António Costa, Vítor Escária; o presidente da Câmara de Sines, Nuno Mascarenhas; Diogo Lacerda Machado, advogado e amigo próximo de Costa que trabalhava no Start Campus; e outros dois executivos da Start Campus. As prisões foram feitas porque representavam risco de fuga e para proteger provas, segundo o Ministério Público.
João Galamba, ministro das Infraestruturas, e Nuno Lacasta, presidente da Agência Portuguesa do Ambiente (APA), são suspeitos formais.
António Costa está a ser alvo de uma investigação autónoma do Supremo Tribunal de Justiça português, por suspeitas de intervenção no desbloqueio de procedimentos relativos às minas de lítio e aos negócios das centrais de hidrogénio verde.

## Consequências
António Costa apresentou o pedido de demissão das funções de Primeiro-Ministro a 7 de novembro de 2023, na sequência de buscas conduzidas pelo Ministério Público ao seu gabinete, e na constituição como arguidos dos ministros João Galamba e Duarte Cordeiro. Costa reuniu-se duas vezes com o presidente Marcelo Rebelo de Sousa antes de anunciar a sua demissão num comunicado televisivo à tarde. Ele não concorrerá novamente ao cargo.